# Simon Friedli
Simon Friedli (22 de julio de 1991) es un deportista suizo que compite en bobsleigh en las modalidades doble y cuádruple.
Ganó una medalla de bronce en el Campeonato Mundial de Bobsleigh de 2016 y una medalla de plata en el Campeonato Europeo de Bobsleigh de 2020. Participó en los Juegos Olímpicos de Pyeongchang 2018, ocupando el cuarto lugar en la prueba cuádruple.

## Palmarés internacional
| Campeonato Mundial | Campeonato Mundial | Campeonato Mundial | Campeonato Mundial |
| Año                | Lugar              | Medalla            | Prueba             |
| ------------------ | ------------------ | ------------------ | ------------------ |
| 2016               | Igls (Austria)     | Medalla de bronce  | Cuádruple          |
| Campeonato Europeo |                    |                    |                    |
| Año                | Lugar              | Medalla            | Prueba             |
| 2020               | Sigulda (Letonia)  | Medalla de plata   | Doble              |